# William Exshaw
William Edgar Exshaw (* 15. Februar 1866 in Arcachon, Frankreich; † 16. März 1927 in Valencia, Spanien) war ein britischer Segler.

## Erfolge

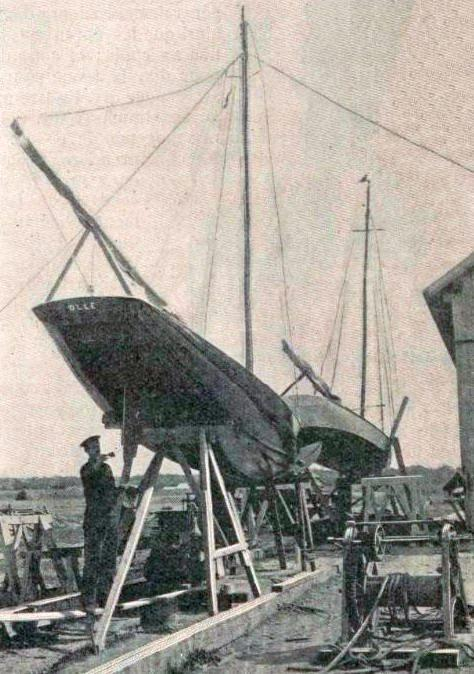
Yacht Ollé auf der Slipanlage, Goldmedaille Olympische Spiele 1900 in Paris

William Exshaw, der für den Verein Société Nautique de Gironde in Bordeaux segelte, nahm an den Olympischen Spielen 1900 in Paris teil, wo er in drei Wettbewerben antrat, der offenen Klasse und der 2 bis 3 Tonnen-Klasse. Bei allen Starts nahm er als Skipper der Yacht Ollé teil und verwies jeweils das von Léon Susse angeführte Boot Favorite auf den zweiten Platz. Da die Crewmitglieder Frédéric Blanchy und Jacques Le Lavasseur Franzosen waren, wurde die Bootscrew vom IOC als gemischte Mannschaft geführt. Die Wettfahrten fanden in Meulan-en-Yvelines auf der Seine statt.

Yacht 2-3 Tonnen-Klasse, Olympische Spiele 1900

In der Regatta der offenen Klasse waren alle Boote mit Ausnahme der größten Klasse verpflichtet, an dieser Wettfahrt teilzunehmen. Es wurde zeitversetzt gestartet, beginnend mit der kleinsten Klasse. Die größte Klasse startete 19:37 Minuten später als Letzte. Es wurde zunächst stromaufwärts gesegelt. Eine Flaute zwang den Großteil aller Boote zur Aufgabe. Nur 6 Booten gelang es, eine Boje zu umrunden und stromabwärts ins Ziel zu „treiben“. Gewertet wurde nach Einlauf der Boote. Mit der Yacht Ollé kam er nicht ins Ziel.
In der Bootsklasse 2 bis 3 Tonnen waren in beiden Wettfahrten nur 4 Boote am Start. Es wurden eine lange und zwei kurze Bahnen (Runden) mit einer Länge von insgesamt 19 Kilometern gesegelt. Gewichtsunterschiede in den Booten wurden durch Zeitzuschläge ausgeglichen. Die französische Favorite segelte zwar die schnellste Zeit, wurde mit einem Zeitzuschlag von 4:05 min jedoch auf Platz zwei gesetzt. Bei der zweiten Wettfahrt erreichte die Ollé
den ersten Platz ohne Auswirkung des Zeitzuschlages. Für jede Wettfahrt erhielt er eine Goldmedaille.
Exshaw lebte in seinem Geburtsort Arcachon, in der seine Familie ein Unternehmen zur Brandyproduktion betrieb. Er besaß auch Ländereien in Cannich bei Inverness und heiratete die Tochter von Sir Sandford Fleming, der u. a. als Chefingenieur für die Canadian Pacific Railway arbeitete. Als Lieutenant diente Exshaw im Duke of Wellington’s Regiment. Während eines Segeltörns im Mittelmeer starb er an Bord seiner Yacht Elmina.